# 1990년 로스앤젤레스 영화 비평가 협회상
제16회 로스앤젤레스 영화 비평가 협회상은 1990년 12월 16일 발표되어 1991년 1월 16일에 열린 시상식이다.

## 수상 및 후보

### 작품상
- 좋은 친구들

### 감독상
- 좋은 친구들 - 마틴 스코세이지 수상

### 남우주연상
- 행운의 반전 - 제레미 아이언스 수상

### 여우주연상
- 그리프터스 - 안젤리카 휴스턴 수상
- 마녀와 루크 - 안젤리카 휴스턴 수상

### 남우조연상
- 좋은 친구들 - 조 페시 수상

### 여우조연상
- 좋은 친구들 - 로레인 브라코 수상

### 각본상
- 행운의 반전 - 니콜라스 카잔 수상

### 촬영상
- 좋은 친구들 - 마이클 볼하우스 수상

### 음악상
- 마지막 사랑 - 리처드 호로위츠 수상
- 마지막 사랑 - 사카모토 류이치 수상

### 외국어영화상
- 라이프 앤 낫씽 벗 - 베르트랑 타베르니에 수상

### 다큐멘터리상
- 파리 이즈 버닝 - 제니 리빙스턴 수상

### 애니메이션상
- 생쥐 구조대 2 - 헨델 부토이 수상
- 생쥐 구조대 2 - 마이크 가브리엘 수상

### 독립영화상
- 텅스 언타이드 - 마론 릭스 수상

### 특별공헌상
- 찰스 버넷 수상